# 베른하르트 루시
베른하르트 루시(독일어: Bernhard Russi, 1948년 8월 20일~)는 스위스의 알파인 스키 선수이다. 활강 부문에서 주로 활약했으며, 1972년 동계 올림픽 남자 활강 부문에서 금메달을 획득했으며, 1976년 동계 올림픽에서 활강 은메달을 획득했다. 또한 1970년 세계 선수권 대회에서 활강 금메달을 획득했으며, 알파인 스키 월드컵에서 금메달 10개를 획득하며 활강 부문 우승 2회, 준우승 1회, 3위 2회 차지했다.